# Trolltindan
Trolltindan (även Trolltindene) i Rauma kommun i Møre og Romsdal är ett bergsmassiv bestående av massa vassa och branta klippor mellan Romsdalen i öst och Isterdalen i väst.
Mot Romsdalen domineras bergsmassivet av stora väggar där Trollväggen är den mest kända. Den tusen meter höga och lodrätta bergväggen är ett känt mål för klättrare och BASE-hoppare från hela världen.
Den högsta toppen på Trolltindan är Breitind (1797 m ö.h.)